# Německý svaz včelařů

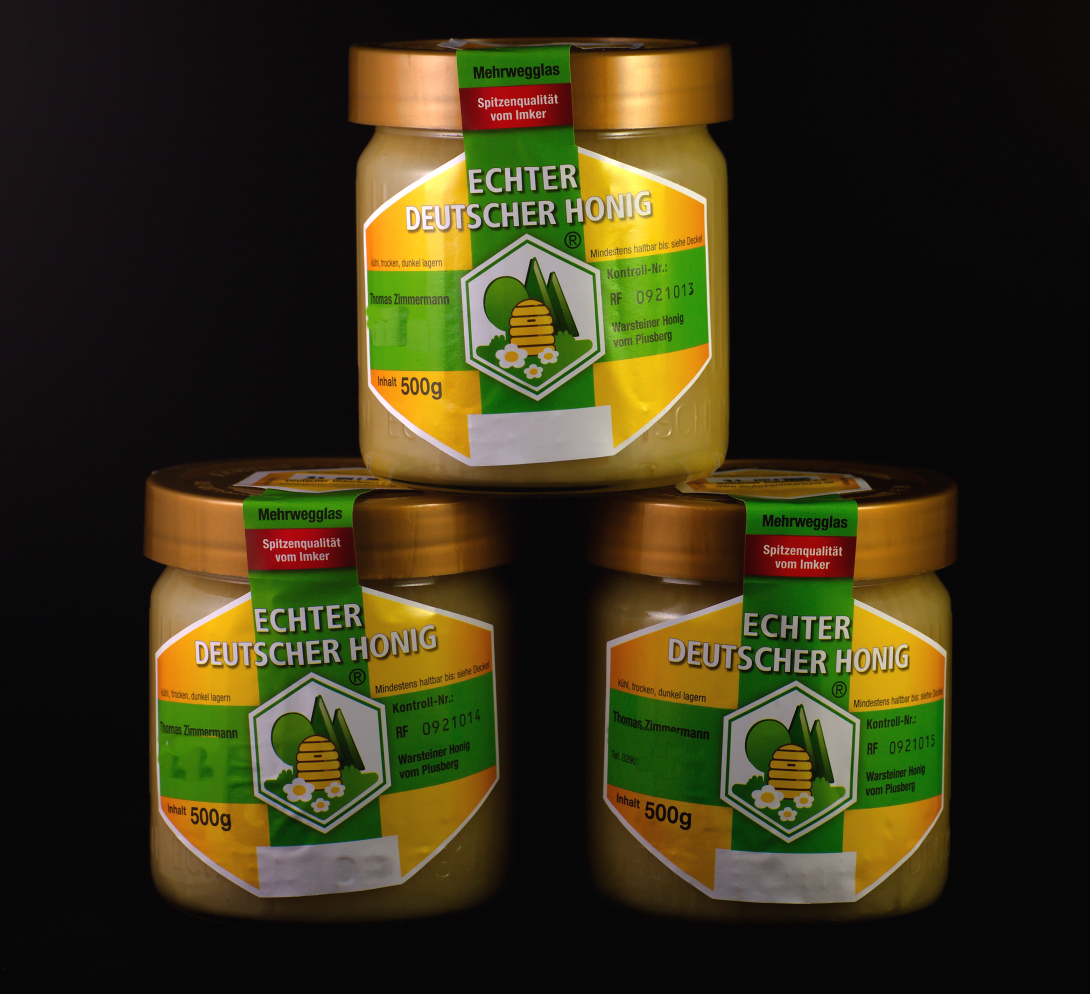
Německá svazová značka medu - Echter Deutscher Honig

Německý svaz včelařů (D.I.B.) je zastřešující organizací německých regionálních včelařských svazů, se sídlem ve Wachtberg-Villip. Byla založena v roce 1907 za účelem propagace včelařství a prodeje německého medu pod značkou Echter Deutscher Honig. V roce 2019 do svazu prostřednictvím místních, okresních a státních včelařských svazů patřilo 127 253 včelařů s cca 851 000 včelstvy.
Zapsaný spolek je poskytovatelem služeb pro všechny včelaře v Německu. Podle stanov má za úkol propagovat a šířit včelařství tak, aby opylovací činností včel byla zachována biodiverzita přírody. Svaz jako zastřešující organizace zastupuje včelařské zájmy na politické úrovni, prezentuje včelařství veřejnosti, propaguje prodej německého medu pod svazovou značkou Echter Deutscher Honig a sleduje kvalitu medu, který se pod touto značkou prodává. Svaz podporuje činnost jednotlivých včelařů poskytováním poradenství, dalším vzděláváním, průzkumem trhu, poskytováním reklamních, obalových a informačních materiálů.